# Jindřich VIII. z Lipé
Jindřich VIII. z Lipé ( † snad 1473) byl moravský šlechtic z rodu pánů z Lipé, podporovatel Jiřího z Poděbrad a manžel jeho dcery Barbory. Zastával úřad nejvyššího maršálka, který byl v jeho rodě dědičný, a v letech 1463-1464 byl moravským hejtmanem.

## Život
Byl synem Jindřicha VII. z Lipé a poprvé je zmiňován v roce 1446 spolu se strýcem Pertoldem. Rodina byla utrakvistická a oba patřili k poděbradské jednotě. Po Pertoldově smrti v roce 1451 převzal úřad nejvyššího maršálka. V letech 1452-1453 se zúčastnil dojednávání podmínek přijetí Ladislava Pohrobka za českého krále. Za jeho panování, kdy faktickou vládu v zemi měl zemský správce Jiří z Poděbrad, byl jedním z přísedících zemského soudu a jedním ze správců, kteří měli provádět revize pozemkových listin na Moravě. Byl také členem svatebního poselstva, které bylo v roce 1457 vysláno do Francie pro princeznu Magdalenu.
Královské volby Jiřího z Poděbrad se zúčastnil jako pravděpodobně jediný zástupce vedlejších zemí Koruny české. Po jeho zvolení i při následné korunovaci nesl z titulu nejvyššího maršálka meč. Byl pro Jiřího důležitým spojencem na Moravě, kde pomáhal neutralizovat odpor královského města Znojma. O královské přízni svědčí i to,  že mu Jiří dal za manželku svou dceru Barboru, s níž se Jindřich oženil až v době, kdy již byl Jiří králem (někdy v letech 1458-1462). Zúčastnil se Jiřího vojenských výprav do Rakouska na podporu císaře Fridricha, koncem roku 1462 ho Jiří jmenoval moravským zemským hejtmanem, v roce 1465 však byl v této funkci vystřídán Jiříkovým synem Viktorínem.

Po vypuknutí uherských válek v roce 1468, když vtrhla vojska Matyáše Korvína na Moravu, vyjednal s ním Jindřich příměří. Jsou jisté pochybnosti, zda zůstal i nadále skutečně na straně Jiřího z Poděbrad. V roce 1469 Viktorín s Jindřichem dojednal postoupení opevněného městečka Veselí, které chtěl využít pro obranu Uherského Hradiště a Ostrohu, a společně tam odtáhli s asi 300 jezdci. V bitvě u Veselí však byli přemoženi uherskou přesilou. Viktorín byl  chycen na útěku a stal se Korvínovým  zajatcem, Jindřichovi se na loďce podařilo uprchnout přes řeku Moravu.
| „                                          | Byly od dávna o tom hádky, dopustil-li se pán z Lipého při tom zrady úmyslné čili nic; obecné v Čechách domnění vinilo jej, aniž dalo se mýliti svědectvími, kterými později dovoditi se snažil nevinu svou. | “ |
| — František Palacký, Dějiny národu českého | |   |

O jeho aktivitě v dalším období není nic známo. V roce 1473 je zmiňován naposledy, a to jako jeden ze čtyř moravských "zemských řiditelů".

## Rodina a državy
Jindřich byl dvakrát ženat. Z prvního manželství s Eliškou z Potštejna, měl syna Pertolda. Druhou jeho manželkou byla Barbora z Poděbrad.
V roce 1447 koupil spolu se strýcem Pertoldem Moravský Krumlov, který byl pak jeho hlavním sídlem. Jako věno Barbory získal od Jiřího z Poděbrad dříve královské město Ivančice. Majetek pánů z Lipé pak rozšířil jeho syn Pertold v roce 1466, když jako manžel Alžběty z Kravař získal po smrti jejího otce strážnické panství.